# Dulce Venganza
Dulce Venganza fue un grupo musical de Sevilla (España) que estuvo activo entre 1977 y 1991. Fue fundado y liderado por el vocalista Benito Peinado. Entre sus integrantes figuraron los guitarristas Andrés Herrera "el Pájaro", Julio Ortega, Juanjo Pizarro y Miguel Ángel Montero; Jesús Arispón, los bateristas Pive Amador y Manuel Sutil; Francis Romo, Juan Acuña, la teclista Lola Olmedo y el saxofonista José Luis Nieto.
En 1983 publicaron con la discográfica DRO su primer disco: el maxi-single Quiero matar a una chica. El año siguiente el mismo sello les publicó un miniálbum titulado Sadomasodiscoshow. Posteriormente sacaron cuatro LPs: Los Tortuosos Senderos Del Amor (Tuboescape Records), Hippy Hop, Strip-Tease y Vida & Color (todos con Mano Negra Records). En 1985 fueron considerados por la crítica uno de los pioneros de la "segunda generación" de grupos pop y rock de Andalucía.
En diciembre de 2021 la discográfica FA20XXI publicó un disco titulado Las pistas perdidas de Dulce Venganza con canciones inéditas del grupo, acompañadas de una novela autobiográfica escrita por Benito Peinado. Dos meses después, Peinado falleció en un accidente.